# إنجا بريسلان
إنجا بريسلان (بالسلوفينية: Anja Prislan)‏ مواليد 11 ديسمبر 1985 في ليوبليانا، جمهورية يوغوسلافيا الاشتراكية الاتحادية، هي لاعبة كرة مضرب سلوفينية. أعلى تصنيف لها في الفردي كان المركز الـ 460 في سنة 2011. أعلى تصنيف لها في الزوجي كان المركز الـ 289 في سنة 2013.

## النهائيات

### الفردي (0–1)
| الحصيلة | الرقم | التاريخ       | الدورة         | الأرضية | المنافس         | النتيجة            |
| ------- | ----- | ------------- | -------------- | ------- | --------------- | ------------------ |
| الوصافة | 1.    | 16 أغسطس 2011 | إسطنبول، تركيا | صلبة    | يلينا سفيتولينا | 2–6, 7–6(7–5), 0–6 |

## روابط خارجية
- إنجا بريسلان على موقع رابطة محترفات التنس (الإنجليزية)
- إنجا بريسلان على موقع الاتحاد الدولي لكرة المضرب (الإنجليزية)
- إنجا بريسلان على موقع إي إس بي إن.كوم (الإنجليزية)